# Chirtungdhara
Chirtungdhara (nepalski: चिर्तुङधारा) – gaun wikas samiti w zachodniej części Nepalu w strefie Lumbini w dystrykcie Palpa. Według nepalskiego spisu powszechnego z 2001 roku liczył on 884 gospodarstw domowych i 4728 mieszkańców (2562 kobiet i 2166 mężczyzn).